# Giraldillo

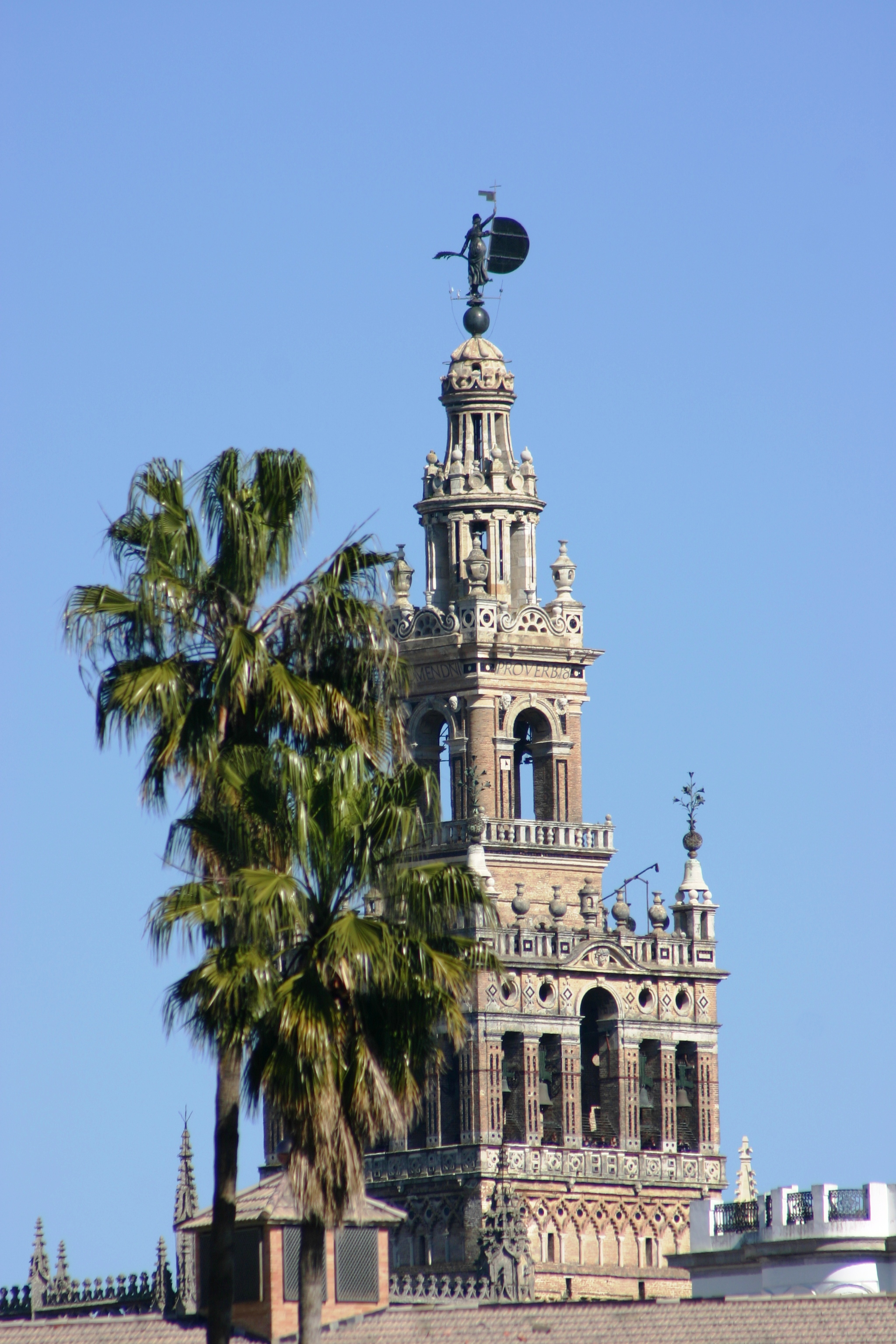
A parte superior da Giralda, coroada pela estátua

O Giraldillo é o nome popular que recebe a escultura de forma feminina que coroa a Giralda de Sevilha. Recebeu os nomes de Fé, triunfo da igreja, Colosso da fé vitoriosa ou Alegoria da fortaleza da Fé. Foi realizada em 1568 por Bartolomé Morel.

## Características
A figura conta com um grande escudo ou lábaro que faz de cata-vento na mão direita e uma palma na mão esquerda. O escudo vem unido a uma lança que, no alto, tem a cruz cristã. A dama leva um capacete rodeado por uma coroa com doze flores-de-lis.
A estátua de bronze mede 3,47 metros de altura e só o corpo da estátua pesa 1,2 toneladas. Faz as vezes de cata-vento e representa a Fé, culminando assim as reformas arquitectónicas renacentistas que sofreu o minarete. Precisamente esta capacidade de girar segundo a direcção do vento fez que se denominasse à figura como Giralda originalmente, palavra que terminou fazendo referência a toda a torre.

## Desenho
O provável desenhista da escultura foi Luís de Vargas, conhecedor dos modelos italianos. Acredita-se que também pôde ter intervindo o arquitecto que estava a realizar obras na Giralda, Hernán Ruiz o Jovem. E provavelmente, também interveio o próprio fundidor, Bartolomé Morel, que realizou a escultura em 1568. Em qualquer caso, todos os nomeados, além de Vázquez o Velho, ajudaram a introduzir o manierismo romano em Andaluzia.
Propôs-se também que o modelo teria estado inspirado num gravado de Marco Antonio Raimondi da Palas Atena, que reproduziria um desenho de Giulio Romano ou Perin del Vaga. O capacete, ainda que com penacho, é similar ao da Minerva que enfeita o porão do Perseu de Benvenuto Cellini, realizado entre 1545 e 1554. A cabeça da escultura também guarda similitudes com a de Juno numa das Quattro Fontane de Roma, fontes colocadas entre 1589 e 1593.
A estátua também guarda semelhança com uma mulher repleta de produtos agrários representada numa fonte de prata de Wenzel Jamnitzer de Nuremberg, que actualmente se encontra no Museu de Artes Decorativas de Amsterdam. Esta fonte fazia parte de um encargo da cidade de Nuremberg. Antes de realizar a fonte, realizou uma escultura da dama em madeira que se encontra no Museu de Artes Decorativas (Kunstgewerbemuseum) dos Museus Estatais de Berlim. O projecto era anterior a 1549.
No entanto, a primeira obra com a qual guardaria similaridade é com uma obra greco-romana que representasse a mitologia que no Renascimento se quis recuperar. Neste caso guarda similitude com a Fonte de Minerva que se encontra no tesouro de Hildesheimer, da Fundação do Património Cultural Prussiano (Stiftung Preußischer Kulturbesitz). Esta obra data entre o ano 50 antes e depois de Cristo e é um grande prato com um relevo de Minerva.
De finais do século XVI há outra figura que guarda certas similaridades. Esta é a estátua de Dafne que se encontra na Câmara Verde das Colecções Estatais de Arte de Dresden. No decote, igual a Dafne, a estátua tem um anjo alado.
A coroa que rodeia o capacete não se corresponde com as que se esculpiam no Renascimento senão que mais bem reproduz o estilo do último período do Medievo. Podem encontrar-se coroas similares, ou parecidas, na Virgem com o Menino do tesouro da catedral de Aachen, no busto de possível origem zaragozano de Isabel a Católica do Castilho de Gaasbeek de Bruxelas ou na escultura de São Luís dos Franceses do pórtico da capela de Quinze-Vingts de Paris. As jóias das pernas são abstrações das jóias empregadas na joalheria espanhola na segunda metade do século XVI, mas que não aparecem pintadas na urbe até a primeira metade do século XVII com quadros como a Virgem das Grutas de Zurbarán, realizada pelo pintor para a sacristia do monasterio cartujano de Santa Maria das Grutas, ainda que actualmente se encontra no Museu de Belas Artes de Sevilha.
Joris Hoefnagel em sua panorâmica da cidade, desenhada em 1573, representa-a tomando-se licenças. Nesta representação a escultura guarda certas diferenças com a original, porque, ainda que Hoefnagel não teve ocasião de ver a estátua terminada, devia ter algumas noções de sua forma. No entanto, a escultura sempre esteve correctamente representada em todas as panorámicas desenhadas da cidade hispalense durante o Século de Ouro.
A estátua encontra-se sobre uma grande bola de bronze que foi abonada ao fundidor Bartolomé Morel em 1566. A estátua foi colocada nesse lugar em agosto de 1568. Em setembro de 1568, Antón Pérez realizou labores de dourado e pintura na estátua. Em outubro colocou-se na torre uma lápida comemorativa da terminação das obras redigida pelo cânone Pacheco.

## Influência e reproduções
O arremate do campanário da Igreja de Santo Antão do município basco de Bilbao foi realizado no século XVIII. Foi traçado por Juan de Iturburu. A obra foi concluída em 1775 com a colocação de uma alegoria da Fé realizada pelo montanhês Gerónimo de Argos. A esta escultura também se lhe tem chamado Giraldillo.
O desenho da Giralda tem sido reproduzido ou tem inspirado numerosos edifícios em cidades espanholas, estado-unidenses, hispano-americanas e européias, no entanto o único que possui uma réplica mais ou menos exacta do Giraldillo é a Giralda de Kansas City. Outros edifícios inspirados na Giralda carecem de Giraldillo e as réplicas mais fidedignas da torre, como a de Badajoz, possuem esculturas com um desenho diferente. Particularmente interessante é o caso da Giralda de Nova York, que existiu entre 1890 e 1925, e que foi coroada por uma estátua da deusa Diana com um arco, realizada por Augustus Saint-Gaudens. Esta estátua está agora no Museu de Arte de Filadelfia. Em 12 de outubro de 2019 inaugurou-se uma réplica deste Alvo no Berço de Nova York de Sevilha.
Existe também uma reprodução em menor escala do Giraldillo, chamada Giraldilla, em solo cubano, realizada em 1632 por Jerónimo González. Esta coroava a torre do campánario do castelo da Real Força em Havana. Na actualidade, a Giraldilla conserva-se no Museu de Havana, no antigo Palácio dos Capitães-Gerais, para proteger da deterioração e no castelo há uma réplica. Esta Giraldilla representa a dona Isabel de Bobadilla, esposa de Hernando de Soto, que explorou a Flórida e foi a primeira governadora da ilha.
A Giraldilla de Cuba tem inspirado o logotipo da marca de rum Havana Clube.

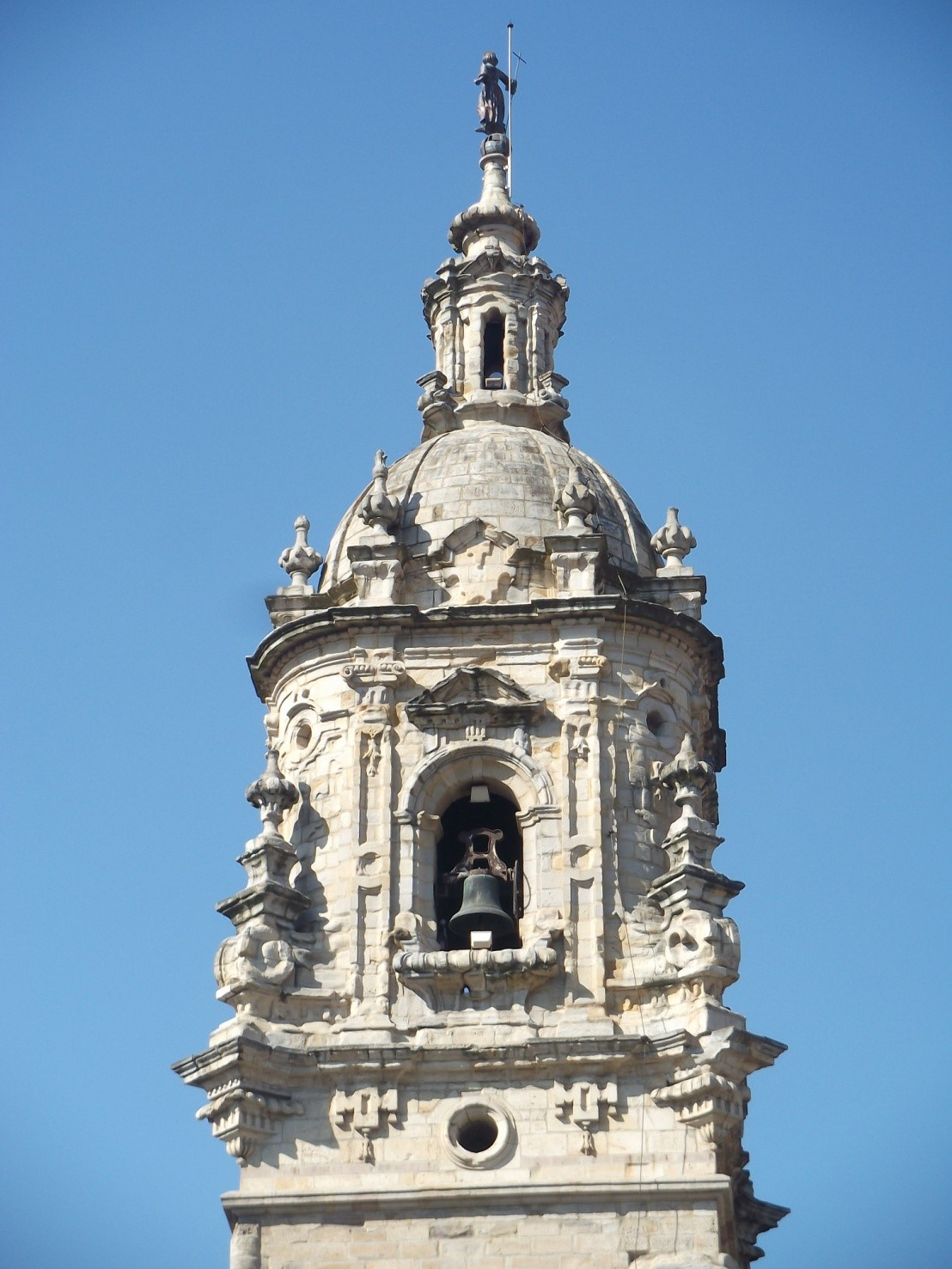
Acabamento da torre da Igreja de Santo Antão em Bilbao, com outro Giraldillo.
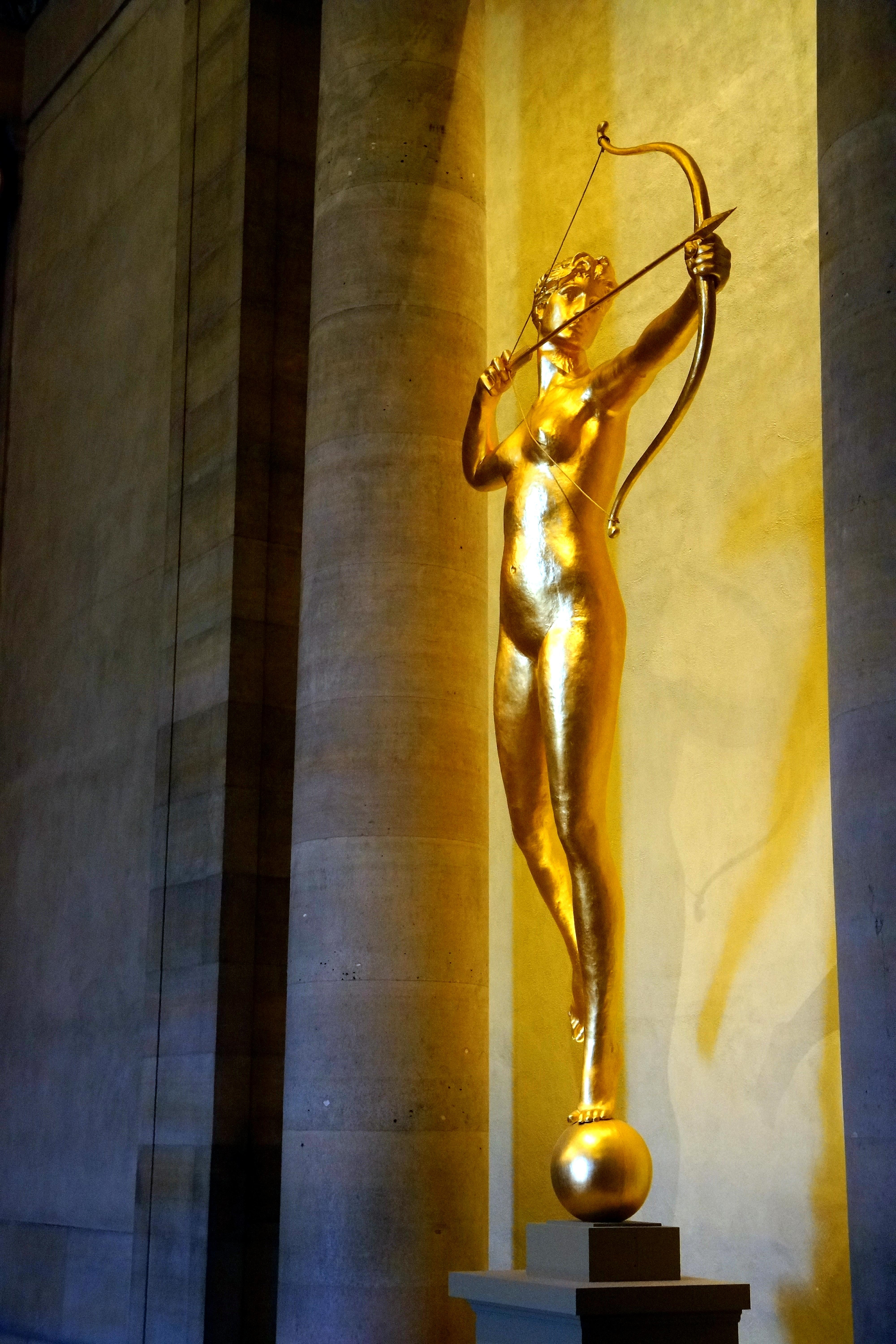
A estátua de Diana que ficava na Giralda do segundo Madison Square Garden, em Nova York, no Museu de Arte de Filadélfia.
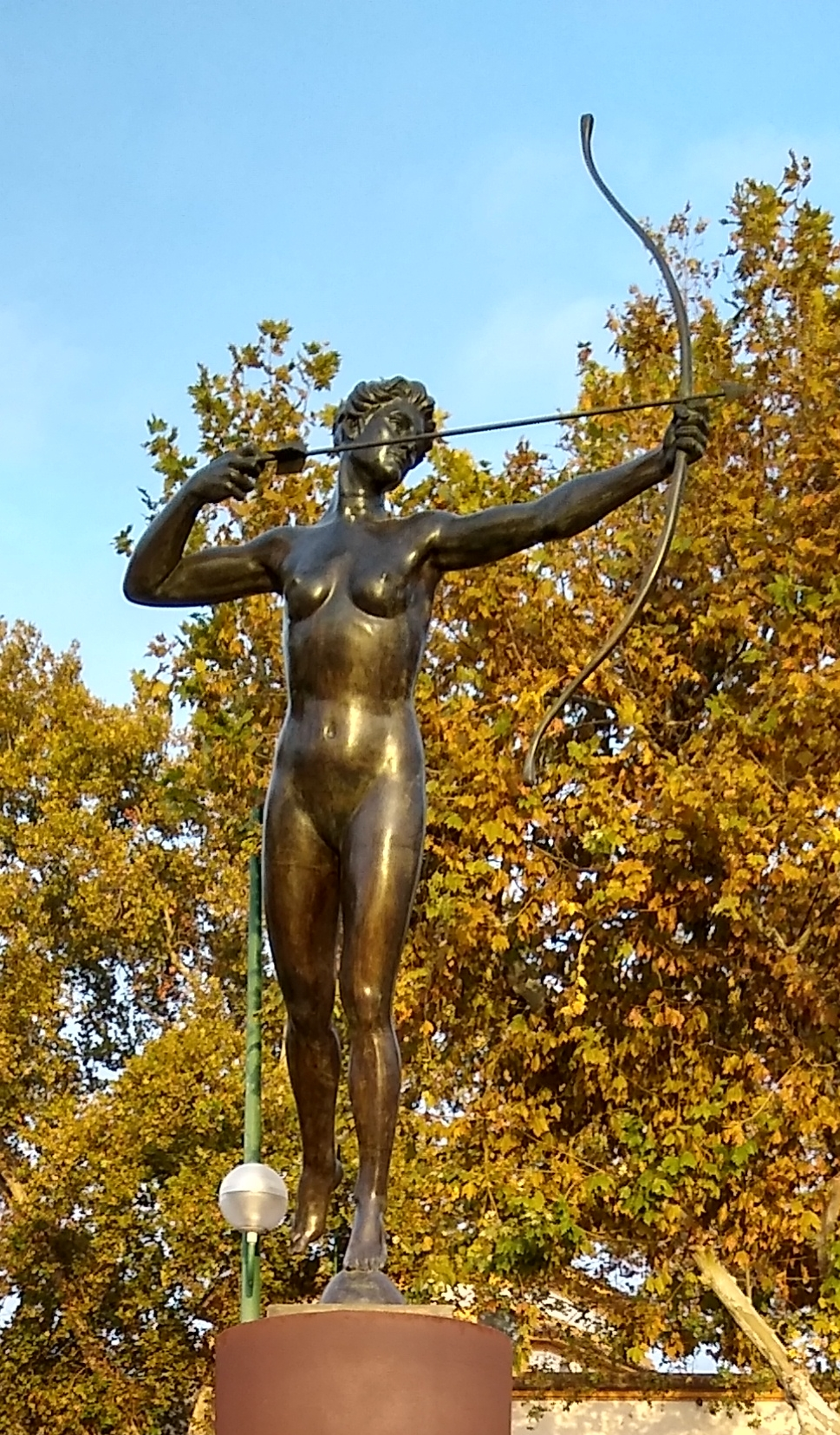
Réplica da Diana do Museu de Arte de Filadélfia, no cais de Nova York, em Sevilha.
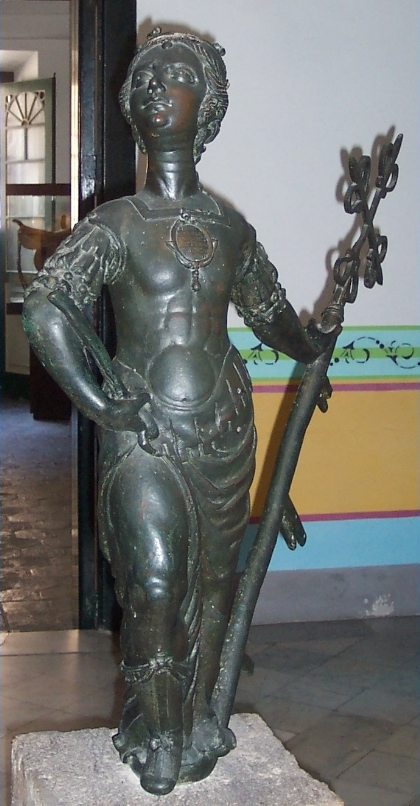
A Giraldilla preservada no Museu de Havana.
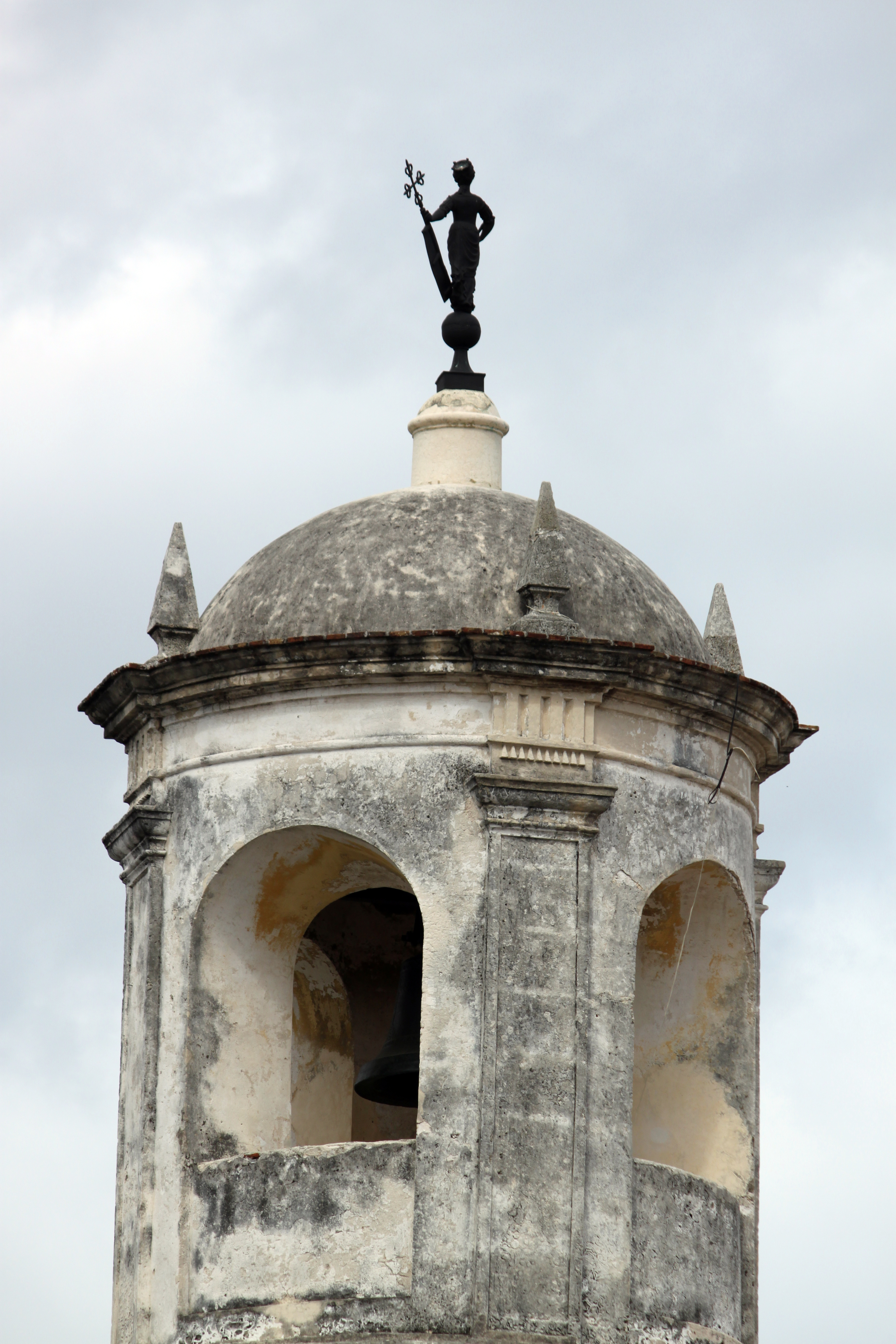
A réplica da Giraldilla no castelo da Força Real de Havana.

## Restaurações e réplicas do original
Ao Giraldillo têm-se-lhe acometido várias restaurações ao longo de sua história. Em 1592 um forte vento torceu o parafuso e em 18 de setembro a haste foi removida, foi baixado e levado ao colégio de San Miguel, onde foi endireitado por Juan Barba. O bracalete do braço esquerdo do Giraldillo diz "CGISOPSTEADSTRO. ANO 1684" e acredita-se que pode ser uma réplica de outro bracalete danificado pelo vento em 1683. Em 1684, consta que Miguel Grelha dourou e envernizou o Giraldillo, embora essa pátina não seja preservada. Em 1751, Basilio Cortês dourou a bola de baixo, e isto é recordado com uma inscrição em dita bola que diz "Se dourou no ano de / 1751 pelo director dom Basº Co". Em 1770, o arquitecto Manuel Núñez montou um andaime de madeira em torno da estátua. Nessa restauração reforçou-se o interior com barras de ferro, o primitivo lábaro substituiu-se por outro de chapa de cobre de menor peso e se consertaram as fissuras da escultura. Ademais acrescentaram-se alguns elementos rococós, que ainda se conservam. Em 1842, tal e como diz uma inscrição nesse lugar, se consertou a cúpula onde se encontra o Giraldillo, que provavelmente foi danificada por um vendaval. Em 1886 consertou-se o ramo do cata-vento, ainda que nesta ocasião não teve inscrição sobre isso.
Em 1980 o Ministério de Cultura acometeu uma restauração dirigida por Alfonso Jiménez Martín e José María Cabeça Méndez.

### Reprodução em poliéster de 1981
Em 1981, os escultores Antonio García Romero, Rosario Martínez Lorente, Isaac Navarrete e Branca Guillén Arriaga realizaram um molde de argila, gesso e estopa da figura original. Este molde tinha 17 peças. Posteriormente realizaram uma casca de silicone. O seguinte passo realizou-se na Escola de Arquitectura da Universidade de Sevilha, onde fizeram uma cópia de poliéster com a que se pôde conseguir uma aparência e uma textura similares.

### Reprodução em bronze de 1998

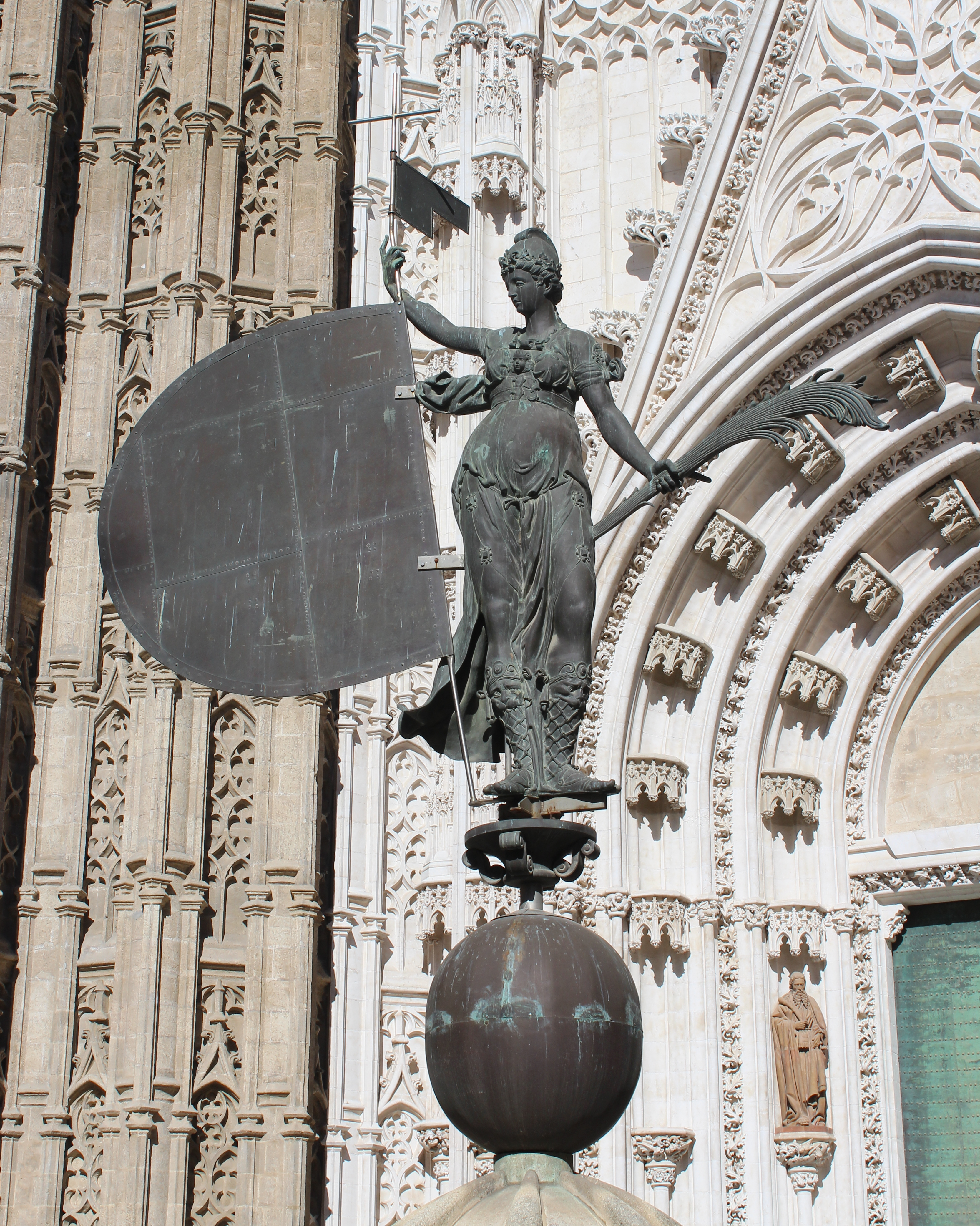
Réplica de bronze de 1998 em frente à porta do Príncipe da catedral de Sevilha

Entre 1997 e 2003 teve lugar uma restauração em profundidade por parte da Consultoria de Cultura da Junta de Andaluzia através do Instituto Andaluz de Património Histórico (IAPH). O custo total da restauração foi de 720.000 euros. Em 1997 o original foi baixado e em 1998 realizou-se uma cópia em bronze. Para a cópia em bronze intervieram a fundição Codina (Madri), as oficinas Albarrán de Manzanilla (Huelva) e as oficinas Juan Alsonso (Madri). Também participaram os escultores José Antonio Márquez Pérez e Francisco Parra García e os engenheiros técnicos Rafael López Palanco, Vicente Puchol, Ángel Dilla Martínez e Aniceto Mimbrero. A cópia em bronze serviu a partir de 1999 para substituir temporariamente ao original enquanto era restaurado.
O processo de restauração do original culminou em 2003, com um custo de 600.000 euros. Depois de estar exposto nos Reais Estaleiros devolveu-se a seu lugar em julho de 2005. A descida da cópia e a subida do original custaram 116.000 euros. Teve certa divergência entre os que pensaram que o melhor era  deixar a cópia na torre. A réplica de bronze situou-se em frente à porta do Príncipe da catedral, onde continua.

## Na cultura popular
A estátua chamou a atenção de Miguel de Cervantes Saavedra que, como outros escritores da época, como Mateo Alemán ou Lope de Vega, passou longas temporadas na urbe. No capítulo 14 da "Segunda parte do ingenioso caballero dom Quijote da Mancha" (1615) ouve de um "colega" de aventuras, o Cavaleiro do Bosque, as solicitações que recebia de sua amada Casildea de Vandalia que devia preencher para ser meritório de seu amor:

Uma vez me mandou desafiar aquela famosa giganta de Sevilha chamada Giralda, que é tão corajosa e forte como se fosse feita de bronze e, sem se mover de um lugar, é a mulher mais móvel e obstinada do mundo. Cheguei, a vi e a venci, e fiz com que ficasse calma e afastada, porque em mais de uma semana só sopraram ventos do norte. Houve também um tempo em que me mandou ir levar a peso as antigas pedras dos valentes Touros de Guisando, tarefa que deve ser confiada mais a criadores de gado do que a cavaleiros. Mais uma vez ordenou-me que corresse e mergulhasse no abismo de Cabra, um perigo sem precedentes e terrível, e que lhe trouxesse um relato particular do que está contido naquela profundidade escura. Parei o movimento até à Giralda, pesei os Touros Guisando, mergulhei no abismo e trouxe à luz o que estava escondido no seu abismo, e as minhas esperanças, mortas que mortas, e os seus mandamentos e desdém, vivos que vivos.
A mascote do Mundial de Atletismo de 1999, celebrado em Sevilha, foi uma versão animada chamada Giraldilla.
A escultura tem servido também para dois galardões. O Giraldillo dá nome a um prestigioso prêmio honorífico que se concede na cidade no mundo do flamenco e recebe um Giraldillo de Ouro o longa-metragem que resulta vencedor do Festival de Cinema Europeu de Sevilha.
É também o nome que recebe uma revista de eventos culturais da cidade, fundada em 1984.